# Gestreept lieveheersbeestje
Het gestreept lieveheersbeestje (Myzia oblongoguttata) is een kever uit de familie lieveheersbeestjes (Coccinellidae). De wetenschappelijke naam van de soort werd in 1758 als Coccinella oblongoguttata gepubliceerd door Carl Linnaeus. Sommige auteurs plaatsen de soort in het geslacht Neomyzia.

## Kenmerken
Met een lengte van 6 tot 9 millimeter is dit een van de grootste soorten lieveheersbeestjes die in Nederland en België voorkomen. Ook de kleur is kenmerkend; een bruinrood tot rood schild met witgele, langgerekte vlekken. Ook de schildrand en zijkanten van het halsschild hebben deze kleur.

## Voorkomen
Het gestreept lieveheersbeestje leeft van bladluizen. Niet alle bladluizen worden gegeten, alleen die uit de bladluizenfamilie Lachnidae. Alle soorten uit deze familie leven alleen van de naaldbomen zwarte den (Pinus nigra) en grove den (Pinus sylvestris). Het lieveheersbeestje is dan ook alleen in naaldbossen te vinden of in groepen naaldbomen bij verstuivingen, zoals op de Veluwe.